# Diocesi di Meta
La diocesi di Meta (in latino: Dioecesis Metensis) è una sede soppressa e sede titolare della Chiesa cattolica.

## Storia
Meta, nell'odierna Algeria, è un'antica sede episcopale della provincia romana di Numidia.
Sono tre i vescovi documentati di Meta. Alla conferenza di Cartagine del 411, che vide riuniti assieme i vescovi cattolici e donatisti dell'Africa romana, presero parte il cattolico Graziano e il donatista Fortunaziano.
Terzo vescovo noto è Feliciano, il cui nome appare al 46º posto nella lista dei vescovi della Numidia convocati a Cartagine dal re vandalo Unerico nel 484; Feliciano, come tutti gli altri vescovi cattolici africani, fu condannato all'esilio.
Dal 1933 Meta è annoverata tra le sedi vescovili titolari della Chiesa cattolica; dal 15 novembre 2006 vescovo titolare è Gianfranco Girotti, O.F.M.Conv., già reggente della Penitenzieria Apostolica.

## Cronotassi

### Vescovi residenti
- Graziano † (menzionato nel 411)
  - Fortunaziano † (menzionato nel 411) (vescovo donatista)
- Feliciano † (menzionato nel 484)

### Vescovi titolari
- Franjo Kuharić † (15 febbraio 1964 - 16 giugno 1970 nominato arcivescovo di Zagabria)
- Leo Ferdinand Dworschak † (8 settembre 1970 - 13 gennaio 1971 dimesso)
- Raymond Alphonse Lucker † (12 luglio 1971 - 23 dicembre 1975 nominato vescovo di New Ulm)
- Antonio Buenafe, S.V.D. † (9 febbraio 1976 - 7 maggio 1976 deceduto)
- Antonio María Javierre Ortas, S.D.B. † (20 maggio 1976 - 28 giugno 1988 nominato cardinale diacono di Santa Maria Liberatrice a Monte Testaccio)
- Audrys Juozas Bačkis (5 agosto 1988 - 24 dicembre 1991 nominato arcivescovo di Vilnius)
- Diego Causero (15 dicembre 1992 - 24 febbraio 2001 nominato arcivescovo titolare di Grado)
- Martin John Amos (3 aprile 2001 - 12 ottobre 2006 nominato vescovo di Davenport)
- Gianfranco Girotti, O.F.M.Conv., dal 15 novembre 2006